# Vasudeva II
Vasudeva II († vers 290/300) est roi des Kouchans vers 250-290/300.

## Règne

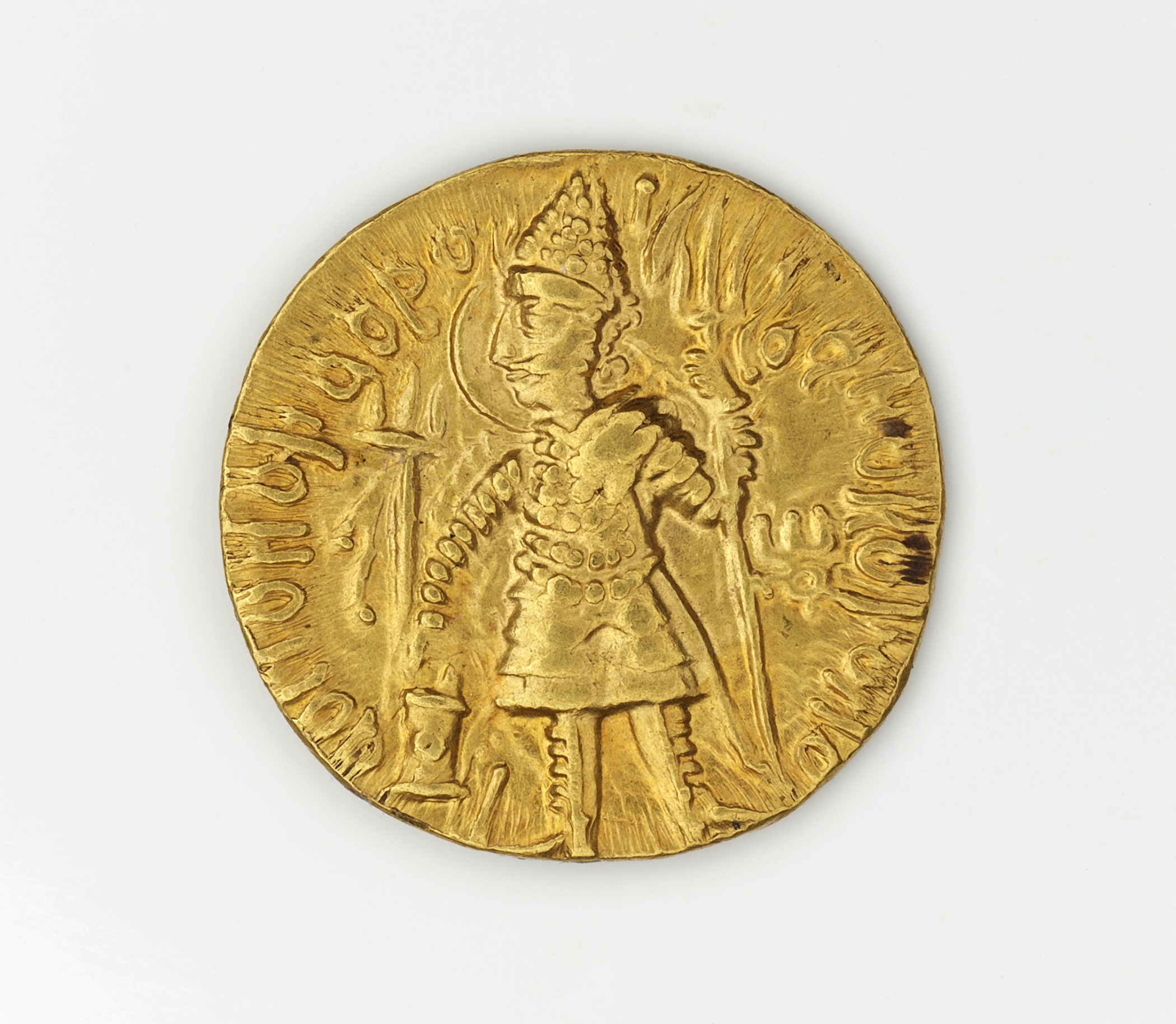
Dinar de Vasudeva II.

Entre 241 et 251, l'empereur sassanide Shapur Ier conquiert l'Empire kouchan et installe sous suzeraineté iranienne une troisième dynastie de « Kushana ». Leur domaine est sensiblement réduit car il se limite au nord-est de l'Afghanistan actuel avec la vallée de Kâpîssâ dans la région de Kaboul, la vallée supérieure de l'Hilmend autour de la ville actuelle de Ghazni, la Bactriane, le Gandhara et l'ouest du Pendjab. Les rois, bien que théoriquement vassaux des « grands rois » sassanides, cherchent immédiatement à secouer leur joug. 
Vasudeva II, successeur de Kanishka III, tente de s'allier aux Romains en 260 en leur offrant d'attaquer la Perse pour délivrer Valérien. Lors du Triomphe d'Aurélien en 274, il lui adresse des cadeaux dans le même but. Quand en 279 le dynaste indo-Sassanide Hormizd Ier Kushanshah se révolte contre Vahram II, il le soutient avec l'aide des Alains du nord du Caucase, ce qui permet à l'empereur Carus d'atteindre en 283 Ctésiphon, la capitale de l'empire. Vasudeva II disparait à la fin du siècle alors que sa dynastie, avec  Vasudeva III (en), tente encore de faire bonne figure face aux Sassanides.